# Tanjung Pelanduk
Tanjung Pelanduk is een bestuurslaag in het regentschap Karimun van de provincie Riau-archipel, Indonesië. Tanjung Pelanduk telt 744 inwoners (volkstelling 2010).